# シルバ・ジョゼ・レイナルド・フェルナンデス
シルバ・ジョゼ・レイナルド・フェルナンデス（Silva Jose REINALDO Fernandes、1976年12月28日 - ）は、ブラジル出身のサッカー選手、サッカー指導者。

## 経歴
ブラジルからの留学生として渋谷幕張高校に入学し、立正大学に進む。高校時代には千葉県国体代表、大学時代には東京都大学選抜に選出された。専門学校のジャパン・スポーツ・サイエンス・カレッジを経て、2000年に湘南ベルマーレに入団、6月からはヴェルディ川崎に移籍。
2001年～2002年にジーコの兄エドゥーによるエドゥー・サッカーセンターにて選手兼コーチとしてコーチ業を学んだ後、2003年中京高校のヘッドコーチに就任、また2007年から2008年までは中京学院大学の監督も兼任した。幼児から中学生までを対象としたサッカースクールとして、中京高校レイ・サンボーラ・サッカースクールも開講している。
2004年11月からは芸能人女子フットサルチームガッタス・ブリリャンチスH.P.のコーチも務める。
2011年2月、中京高校からの派遣という形でFC岐阜のトップチームコーチに就任した。2012年に退任。
- 2022年3月～現在: 厚木ハヤブサFC                トップチームコーチ、ジュニアユース監督
- 2022年3月まで: 中京高校 サッカー部 ヘッドコーチ (約19年間)
- 選手育成、チーム運営、戦略立案、指導者育成等を担当

## 所属クラブ
- ジュベントゥージ2部（ブラジル）
- モンテネグロFC2部（ブラジル）
- サンパウロFCユース（ブラジル）
- 渋谷幕張高校（日本）
- 立正大学（日本）
- ジャパン・スポーツ・サイエンス・カレッジ（日本）
- 2000年 - 同年6月 湘南ベルマーレ（日本）
- 2000年6月 - 同年12月 ヴェルディ川崎（日本）
- エドゥー・サッカー・センター（日本）※ヘッドコーチ兼任

## 個人成績
| 国内大会個人成績 | 国内大会個人成績 | 国内大会個人成績 | 国内大会個人成績 | 国内大会個人成績 | 国内大会個人成績 | 国内大会個人成績 | 国内大会個人成績 | 国内大会個人成績 | 国内大会個人成績 | 国内大会個人成績 | 国内大会個人成績 |
| 年度             | クラブ           | 背番号           | リーグ           | リーグ戦         | リーグ戦         | リーグ杯         | リーグ杯         | オープン杯       | オープン杯       | 期間通算         | 期間通算         |
| 年度             | クラブ           | 背番号           | リーグ           | 出場             | 得点             | 出場             | 得点             | 出場             | 得点             | 出場             | 得点             |
| 日本             | 日本             | 日本             | 日本             | リーグ戦         | リーグ戦         | リーグ杯         | リーグ杯         | 天皇杯           | 天皇杯           | 期間通算         | 期間通算         |
| ---------------- | ---------------- | ---------------- | ---------------- | ---------------- | ---------------- | ---------------- | ---------------- | ---------------- | ---------------- | ---------------- | ---------------- |
| 2000             | 湘南             | 27               | J2               | 0                | 0                | 0                | 0                | 0                | 0                | 0                | 0                |
| 2000             | V川崎            | 35               | J1               | 0                | 0                | 0                | 0                | 0                | 0                | 0                | 0                |
| 通算             | 日本             | 日本             | J1               | 0                | 0                | 0                | 0                | 0                | 0                | 0                | 0                |
| 通算             | 日本             | 日本             | J2               | 0                | 0                | 0                | 0                | 0                | 0                | 0                | 0                |
| 総通算           | 総通算           | 総通算           | 総通算           | 0                | 0                | 0                | 0                | 0                | 0                | 0                | 0                |

## 指導歴
- 2002年-エドゥー・サッカー・センター：ヘッドコーチ（日本）※選手兼任
- 2003年 - 2022年中京高校：ヘッドコーチ（日本）
- 2004年11月 - 2010年フットサル ガッタス・ブリリャンチスHP：コーチ（日本）
- 2007年 - 2008年 中京学院大学：監督.      （日本）
- 2011年 - 2012年 FC岐阜：トップチーム      コーチ（日本）